# Rebel Meets Rebel
I Rebel Meets Rebel sono stati una band heavy metal/country nata nel 2000 da un progetto del cantante David Allan Coe e degli ex componenti dei Pantera Dimebag Darrell, Rex Brown e Vinnie Paul.
Il gruppo si sciolse, dopo aver pubblicato un solo album, l'omonimo Rebel Meets Rebel, nel 2004 in seguito alla tragica morte del chitarrista della band.

## Storia del gruppo
Dimebag Darrell conobbe David Allan Coe nel 1997 a Fort Worth, Texas, quando, l'allora chitarrista dei Pantera, si mise in fila come una persona qualunque per ottenere un autografo, comprare una maglietta e dei plettri. L'idea di una collaborazione tra i Pantera e il cantante country prese corpo nel 1999, anno in cui cominciò la lavorazione ai brani, che poi è proseguita saltuariamente fino al 2004 quando, grazie allo scioglimento dei Pantera, i Rebel Meets Rebel si riunirono per registrare le tracce per l'album Rebel Meets Rebel.
Il materiale è stato poi ripreso in mano dal batterista Vinnie Paul in seguito al tragico omicidio di Dimebag Darrel dell'8 dicembre 2004, che, senza nessuna operazione di mixaggio e masterizzazione per non perdere la genuinità e la carica delle registrazioni, ha pubblicato l'album il 2 maggio 2006 attraverso la sua etichetta, la Big Vin Records.
(Vinnie Paul, Metal Hammer, aprile 2007)

## Discografia
- 2006 - Rebel Meets Rebel

## Formazione
- David Allan Coe - voce
- Rex Brown - basso
- Dimebag Darrell - chitarra
- Vinnie Paul - batteria